# Јеровец
Јеровец је насељено место у Републици Хрватској у Вараждинској жупанији. Административно је у саставу града Иванца. Простире се на површини од 3,63 km²
Јеровец се налази 20 км југозападно од центра жупаније Вараждина, а 2 км северозападно од Иванца.

## Становништво
На попису становништва 2011. године, Јеровец је имао 827 становника.
Према попису становништва из 2001. године у насељу Јеровец живело је 869 становника. који су живели у 246 породичних домаћинстава Густина насељености је 239,39 становника на km²
Кретање броја становника по пописима 1857—2001.
| година пописа  | 1857. | 1869. | 1880. | 1890. | 1900. | 1910. | 1921. | 1931. | 1948. | 1953. | 1961. | 1971. | 1981. | 1991. | 2001. |
| бр. становника | 644   | 800   | 854   | 895   | 981   | 1000. | 941   | 999   | 1010. | 1007  | 906   | 903   | 956   | 913   | 869   |

## Попис1991.
На попису становништва 1991. године, насељено место Јеровец је имало 913 становника, следећег националног састава:
| Попис 1991.‍ | Попис 1991.‍ | Попис 1991.‍ | Попис 1991.‍ | Попис 1991.‍ |
| ----------- | ----------- | ----------- | ----------- | ----------- |
|             |             |             |             |             |
| Хрвати      | Хрвати      |             | 893         | 97,80%      |
| Југословени | Југословени |             | 2           | 0,21%       |
| Срби        | Срби        |             | 1           | 0,10%       |
| непознато   | непознато   |             | 17          | 1,86%       |
| укупно: 913 |             |             |             |             |